# 张异宾
张异宾（1956年3月17日—），笔名张一兵，男，山东茌平人，中国马克思主义哲学家，南京大学特聘教授，博士生导师。曾任南京大学党委书记。

## 生平
1956年3月生于南京，籍贯山东茌平，1974年11月加入中国共产党。1977年进入南京大学哲学系学习，先后获硕士、博士学位。
1996年4月起先后任南京大学哲学系系主任、校长助理、副校长、党委副书记。2010年5月任南京大学党委常务副书记（正厅级），负责党委常务工作，协管干部、人才工作，负责组织、统战、老干部工作。2014年5月至2018年10月任南京大学党委书记。
2017年，“经过层层推荐、评议，并报中央批准”，任中国大陆部编版普通高中思想政治教材总主编，此教材2019年开始投入使用，预计将于2025年覆盖全国。

## 著作

### 个人著作
- 《折断的理性翅膀——西方马克思主义哲学批判》 南京出版社1990年版， 获南京市优秀社会科学成果二等奖，1991年
- 《西方人学第五代：科学人本主义》 学林出版社 1991年版
- 《马克思历史辩证法的主体向度》河南人民出版社 1995年第1版；南京大学出版社2002年第2版；江苏省第四次社会科学优秀成果二等奖；国家教育部第二届人文社会科学成果三等奖
- 《回到马克思——经济学语境中的哲学话语》江苏人民出版社1999年版；江苏人民出版社2009版第2版；江苏省优秀社科成果二等奖，2001年；国家教育部第三届人文社科成果二等奖，2002年
- 《无调性的辩证幻想——阿多诺<否定的辩证法>的文本学解读》三联书店2001年版；江苏省优秀社科成果一等奖，2003年；教育部第四届优秀社科成果三等奖
- 《张一兵自选集》广西师范大学出版社1999年版
- 《西方最新哲学流派20讲》 南京工学院出版社 1987年 年版，主编；1988年5月评为武汉十大畅销书；南京市委党校优秀科研成果二等奖，1988年
- 《科学的实践唯物主义与社会主义实践》南京出版社 1993年年版，合著 ；南京市第三次社会科学成果评奖三等奖， 1994年
- 《走向思想解放之路》南京大学出版社1998年版，编著
- 《邓小平理论与历史辩证法》安徽人民出版社 1999年版，主编；第十四届华东地区优秀社科图书一等奖；第四届安徽省图书二等奖
- 《西方马克思主义哲学的历史逻辑》合著，南京大学出版社2003年版
- 《问题式、症候阅读与意识形态——关于阿尔都塞的一种文本学解读》中央编译出版社2003年版；江苏省第九届优秀社科成果二等奖，2005年；广东省优秀博士论文奖，2005年
- 《文本的深度耕犁——西方马克思主义经典文本解读》第一卷，中国人民大学出版社2004年版
- 《神会马克思——马克思哲学原生态的当代阐释》合著， 中国人民大学出版社2004年版
- 《文本学解读语境的历史在场——当代马克思哲学研究的一种立场》文集，北京师范大学出版社2004年版
- 《不可能的存在之真——拉康哲学映像》商务印书馆2006年版；
- 《文本的深度耕犁》，第二卷，中国人民大学出版社2008年版。
- 《启蒙的自反与幽灵式的在场》文集，黑龙江大学出版社2008年版；第二届中华优秀出版物奖，2009年
- 《回到列宁——对“哲学笔记”的一种后文本学解读》江苏人民出版社2008年版
- 《反鲍德里亚——一个后现代学术神话的解构》商务印书馆2009年版
- 《回到海德格尔：本有与构境》第1卷：走向存在之途，商务印书馆2014年版[4]

#### 译为外文
据南京大学官方网站介绍：
- 《回到马克思》2013年由日本情况出版社发行日本版；2014年由哥廷根大学出版社正式公开发行英文版；
- 《回到列宁》2011年发行英文版；2015年发行土耳其文版；2016年由日本世界书院出版发行日文版；
- 《马克思历史辩证法的主体向度》2011年发行英文版；
- 《反鲍德里亚——一个后现代学术神话的解构》2014年发行英文版；
- 《文本的深度耕犁——西方马克思主义经典文本解读》2011年出版英文版；
- 2012年，《对阿多诺<否定的辩证法>和齐泽克的拉康式不可能的革命的解读》（即中文版《文本的深度耕犁》第二卷中《无调式的辩证想象》和《空心人：不朽的幻境建构物》章节）和《对德里达的<马克思的幽灵>、鲍德里亚和德波的新社会的解读》（即中文版《文本的深度耕犁》第二卷中的《马克思的在场与不在场》、《通过影响表现出来的伪存在》和《猴体对人体的颠倒性透视》章节）由KAL KEDON出版社公开发行。
- 2015年，《回到列宁——关于哲学笔记的一种后文本学解读》、《反鲍德里亚——一个后现代学术神话的祛序》和《齐泽克的拉康式的不可能的革命》的土耳其文版由Canut出版社公开发行。
- 2016年，《问题式、症候阅读与意识形态——关于阿尔都塞的一种文本学解读》发行土耳其语版。